# Bathytricha fuscata
Bathytricha fuscata là một loài bướm đêm trong họ Noctuidae.